# Борша (Требишов)
Борша (слч. Borša) насељено је мјесто са административним статусом сеоске општине (слч. obec) у округу Требишов, у Кошичком крају, Словачка Република.

## Становништво
| Година:    | 1994. | 2004.   | 2014.   | 2024.   |
| ---------- | ----- | ------- | ------- | ------- |
| Број људи: | 1380  | 1253    | 1183    | 1119    |
| Разлика:   |       | -9,20 % | -5,58 % | -5,40 % |

| Година:    | 2023. | 2024.   |
| ---------- | ----- | ------- |
| Број људи: | 1129  | 1119    |
| Разлика:   |       | -0,88 % |

Према подацима о броју становника из 2011. године насеље је имало 1.213 становника.